# Anais Oyembo
Anais Oyembo (sinh ngày 30 tháng 6 năm 1980) là một cựu vận động viên chạy nước rút người Gabon, từng thi đấu trong 100 mét nữ tại Thế vận hội Mùa hè 2000. Cô đạt được thời gian 12:19 cho thứ 7, nhưng không đủ để đi tiếp.

## Sự nghiệp
Anais Oyembo đã giành được vị trí thứ 7 trong lượt chạy của mình tại Thế vận hội Mùa hè 2000.